# مائوریتسیو کولومبو
مائوریتسیو کولومبو (ایتالیایی: Maurizio Colombo؛ زادهٔ ۱۶ ژوئیهٔ ۱۹۶۳) دوچرخه‌سوار اهل ایتالیا است. وی در بازی‌های المپیک تابستانی ۱۹۸۴ شرکت کرده است.